# Sato Kilman
Sato Kilman (født 30. december 1957) er en vanuatisk politiker for People's Progress Party. Han har været premierminister i Vanuatu fem gange, senest fra 4. september til 6. oktober 2023 hvor han blev afsat ved et mistillidsvotum og afløst af Charlot Salwai. Foruden hans fem perioder som premierminister har har også tidligere haft andre ministerposter.
Kilman blev premierminister første gang, da Edward Natapei i december 2010 tabte et mistillidsvotum i parlamentet og måtte opgive posten. Kilman var da vicepremierminister. Natapei mente ikke, at votumet var forenelig med grundloven og fik 16. juni 2011 premierministerposten tilbage, men måtte opgive den igen 26. juni, da parlamentet på reglementeret vis valgte Kilman til premierminister.